# Damolândia
Damolândia (AFI: [dɐmoˈlɐ̃d͡ʒɐ]) é um município brasileiro do interior do estado de Goiás. Sua população estimada em 2018 era de 2 923 habitantes.
O América Esporte Clube, com sede na região central do município, é principal equipe de futebol amador da cidade. Inspirado no clube carioca do mesmo nome, a agremiação também utiliza o vermelho e branco como cores de seu uniforme. 
Outra festa tradicional é a Saída dos Carreiros para a festa do Divino Pai Eterno em Trindade.

## Saida dos carreiros
A Romaria em Damolândia, iniciou-se em 1920, quando o fundador da cidade foi de carros de bois a Barro Preto, hoje Trindade. Nos anos seguintes a notícia se espalhou e o número de carreiros cresceu, em alguns anos esse número sofreu variações, mas algumas famílias não abandonaram o costume. Preparavam sua tralha e iam festejar o santo de sua devoção.
Em 1992, foi rezada a primeira missa em ação de graças aos romeiros do Pai Eterno, que com o apoio da Prefeitura Municipal de Damolândia, autoridades eclesiásticas local, de Trindade e carreiros tradicionais a Romaria tornou-se conhecida nacionalmente através dos meios de comunicação. Durante a jornada é comum encontrar mesas com café, leite, bebidas e quitandas, tudo isso oferecido aos carreiros por devotos do Divino Pai Eterno. Recebem também ajuda de hospedaria, sendo que o primeiro pouso é na fazenda Caeté no município de Brazabrantes, e o segundo já no município de Trindade na fazenda Arrozal, cujo proprietário se desloca de sua casa até Damolândia para unir aos carreteiros e seguirem juntos a caminhada da fé.
Os romeiros são fazendeiros, sitiantes, peões de boiadeiro ou simplesmente pessoas unidas pelo mesmo ideal: de ir a Trindade. Uns pela fé, outros para festejar e ainda outros por ambos os motivos. Na estrada são várias dificuldades, durante a noite o frio, durante o dia o sol, calor, poeira em grande quantidade e o cansaço somado a cada instante, sem contar que as vezes a temperatura muda e a chuva cai, dificultando mais ainda.
O cansaço, o sofrimento é também visto no passo a passo dos animais, em outras situações ficam nervosos, se agitam e quebram canzis, cangas e outras peças do carro e é nessa hora com a união dos carreiros que tudo se torna mais fácil. É quase noite quando chegam nos pousos, enquanto os homens montam acampamento e cuidam dos animais, as mulheres preparam o arroz carreteiro, a paçoca ou a carne enlatada. É hora de procurar o banho. Alguns banham nos córregos, outros preferem o banho improvisado no acampamento.
Envolvidos nessa longa caminhada estão pessoas idosas, adultos com a missão de escolarizar todos que vão pela primeira vez e as crianças que passarão esta tradição de geração a geração.
Ao chegarem em Trindade basta verem a torre do Santuário do Pai Eterno para se emocionarem, alguns romeiros acompanham todos os atos religiosos da festa, outros, na maioria jovens participam somente das programações sociais.
Fim da festa e novamenteos carreiros colocam os bois na estrada e tudo acontece como antes. Finalmente chegam em casa iluminados pelas bênçãos do Pai Eterno, para que no próximo ano possam estar com prontidão para repetir toda a trajetória.

## História
A história de Damolândia começa em 1918, quando Antônio Dâmaso da Silva, mineiros de Patrocínio, instalou-se com sua família, às margens do Ribeirão Capoeirão, onde montou pequena serraria e procedeu à demarcação das terras devolutas adquiridas do caçador João Pires, visando à fundação de uma cidade. Decorridos dois anos, em torno da casa residencial outras foram-se edificando. Para a afluência ao local, muito concorreram as matas virgens e a uberdade do solo. A construção em 1921, da Capela de Santo Antônio do Capoeirão, denominação da região, decorrente do córrego e ribeirão onde se localiza a povoação e a doação de 20 alqueires de terras à Mitra Diocesana de Goiás, deram motivos á elevação do povoado a Paróquia, em 11 de abril de 1967, pelo Decreto nº1 de Cúria Diocesana de Anápolis.
Em 1925, o povoado foi elevado a distrito do Município de Anápolis e, em 1928, por Lei Municipal nº .274, de 29 de março, foi concedida abertura de uma estrada ligando o Distrito às cidades de Anápolis e de Inhumas. Concluída três anos depois, aquela estrada deu grande impulso à região. Pela Lei Estadual nº .2120, de 14 de novembro de 1958, o distrito foi elevado a município, instalado oficialmente em 4 de janeiro de 1959, com o novo topônimo de DAMOLÂNDIA, homenagem ao seu fundador Antônio Damaso da Silva.

## Governo e Política
O município é administrado por um prefeito auxiliado por um vice prefeito e vários secretários. O atual prefeito é Rogério Labanca Neto do Partido da Social Democracia Brasileira, já o vice prefeito é Marllon Souto (Marllon Willker Ribeiro Souto), do mesmo partido.
Cabe ao prefeito decidir onde aplicar os recursos repassados ao município pelo Estado ou pelo governo federal e como administrar o que é arrecadado de impostos, como IPTU e ISS. Ele também é responsável pelas políticas de áreas como educação, saúde, moradia, transporte público e saneamento básico. Para isso, conta com secretários que são nomeados. 
O poder legislativo é exercido pela Câmara dos vereadores, composta por 9 vereadores que  representam os cidadãos no Legislativo municipal. Os vereadores são responsáveis por elaborar e propor leis. Os vereadores podem decidir, por exemplo, sobre a criação de políticas públicas. E têm a obrigação de fiscalizar o uso do dinheiro pelo Executivo e analisar a Lei Orçamentária Anual (LOA), que estabelece as despesas do ano seguinte do município.
Os atuais vereadores são: Osmar do Sapé, do PSDB, presidente da Câmara; Cassio Wander, do PSDB, vice presidente da Câmara; Aleandro Angú, do PSDB; Elisangela Bueno, do PSDB;Leonardo Loures, do PP; Totinha, do MDB, tem 31 anos; Leninha do Hospital, do MDB; Professor Adriano, do MDB; e Kesllen Maia, do MDB.

## Densidade
- Densidade populacional:

31,76 hab / km² (2007)
- Taxa de crescimento populacional: 0,21% 1996/2007
- População em 2007: 2.688 ( 2366 , em 1980)
- A população urbana em 2007: 1136 ( 1292, em 1980 )
- População Rural